# Foot Ball Club Brescia 1924-1925
Questa pagina raccoglie i dati riguardanti il Foot Ball Club Brescia nelle competizioni ufficiali della stagione 1924-1925.

## Stagione
Nella stagione 1924-1925 il Brescia inizia il campionato allenato dal confermato tecnico ungherese Imre Payer ha disputato il girone A del campionato di Prima Divisione Nord. Con 17 punti si è piazzato in decima posizione di classifica, da fine novembre viene sostituito il tecnico con una Commissione formata da Agostino Marzoli, Battista Pisa, Enrico Dell'Era e Virginio Vasconi. Il torneo è stato vinto dal Genoa con 30 punti, davanti alla sorpresa Modena secondo con 29 punti, mentre lo scudetto tricolore viene vinto per la prima volta dal Bologna che ha vinto il girone B, eliminato in semifinale il Genoa e poi nella doppia finale ha superato l'Alba Roma. Inizio promettente delle rondinelle in campionato con la vittoria di prestigio sull'Inter dei nazionali Leopoldo Conti e Luigi Cevenini, ma non era vera gloria perché poi sono arrivate cinque sconfitte di fila ed un campionato carico di sofferenza, coronato dalla salvezza raggiunta con il decimo posto finale. Retrocede lo Spezia ultimo con 12 punti, mentre il Legnano penultimo con 15 punti, è stato ammesso alle qualificazioni per mantenere la Prima Divisione.

## Organigramma societario
Area direttiva
- Presidente: Gino Rovetta

Area tecnica
- Allenatore: Imre Payer

## Rosa
| N. |                     | Ruolo | Calciatore          |
| -- | ------------------- | ----- | ------------------- |
|    | Italia (bandiera)   | P     | Genesio Bozzoni     |
|    | Italia (bandiera)   | P     | Giuseppe Trivellini |
|    | Italia (bandiera)   | D     | Giovanni Acerboni   |
|    | Italia (bandiera)   | D     | Giovanni Bellardi   |
|    | Italia (bandiera)   | D     | Carlo Bersani       |
|    | Ungheria (bandiera) | D     | Orban               |
|    | Italia (bandiera)   | D     | Angelo Pasolini     |
|    | Italia (bandiera)   | D     | Battista Pederzoli  |
|    | Italia (bandiera)   | D     | Alfredo Ratti (II)  |
|    | Italia (bandiera)   | D     | Gianni Tommasini    |
|    | Italia (bandiera)   | C     | Eridio Bonardi      |

| N. |                     | Ruolo | Calciatore              |
| -- | ------------------- | ----- | ----------------------- |
|    | Italia (bandiera)   | C     | Pierino Bissolotti      |
|    | Italia (bandiera)   | C     | Gino Cavagnini          |
|    | Italia (bandiera)   | C     | Compagnoni              |
|    | Italia (bandiera)   | C     | Attilio Torresani       |
|    | Italia (bandiera)   | C     | Berardo Frisoni (I)     |
|    | Italia (bandiera)   | C     | Carlo Ratti             |
|    | Italia (bandiera)   | C     | Angelo Radici           |
|    | Italia (bandiera)   | A     | Giovanni Gerardini      |
|    | Ungheria (bandiera) | A     | István Horwart          |
|    | Italia (bandiera)   | A     | Luigi Giuseppe Giuliani |
|    | Italia (bandiera)   | A     | Vittorio Rizzi          |

## Risultati

### Prima Divisione

#### Girone A della Lega Nord

##### Girone di andata
| Arbitro: | Vedda (Vercelli) |

|              |           |  |
| Giuliani 62’ | Marcatori |  |

| Arbitro: | Zanon (Vicenza) |

|  |           |                       |
|  | Marcatori | 67’ Catto 89’ Moruzzi |

| Arbitro: | Turriti (Firenze) |

|                     |           |  |
| Tognotti 42’ (rig.) | Marcatori |  |

| Arbitro: | Bellini (Padova) |

|  |           |                   |
|  | Marcatori | 30’ (rig.) Sbrana |

| Arbitro: | Bortoletti (Venezia) |

|                                               |           |  |
| E. Bodini 16’ O. Ravani 72’ (rig.) Bonzio 82’ | Marcatori |  |

| Arbitro: | Sani (Ferrara) |

|             |           |                        |
| Bonardi 13’ | Marcatori | 41’ Aliberti 84’ Janni |

| Legnano 30 novembre 1924 7ª giornata | Legnano         | 0 – 0 | Brescia | Stadio di Via Pisacane\| Arbitro: \| Minoli (Torino) \| |
| Arbitro:                             | Minoli (Torino) |       |         |                                                         |

| Arbitro: | Sessa (Milano) |

|                            |           |              |
| Mattea 72’ Migliavacca 75’ | Marcatori | 16’ V. Rizzi |

| Arbitro: | Pasinati (Venezia) |

|              |           |             |
| Giuliani 80’ | Marcatori | 77’ Powolny |

| Arbitro: | Girelli (Verona) |

|                                |           |  |
| I. Breviglieri 31’ Mazzoni 45’ | Marcatori |  |

| Arbitro: | Enrietti (Torino) |

|                                            |           |  |
| B. Frisoni 20’, 88’ Giuliani 38’ Rizzi 82’ | Marcatori |  |

##### Girone di ritorno
| Arbitro: | Moro (Sampierdarena) |

|                 |           |  |
| L. Cevenini 13’ | Marcatori |  |

| Arbitro: | Guiot (Milano) |

|                                             |           |  |
| Catto 21’, 86’ Neri 27’, 48’ Santamaria 82’ | Marcatori |  |

| Arbitro: | Enrietti (Torino) |

|                                                     |           |                      |
| Bissolotti 41’ (rig.) B. Frisoni 46’, 66’ Rizzi 85’ | Marcatori | 30’, 78’ G. Rossetti |

| Arbitro: | Zennaro (Genova) |

|                                                                      |           |             |
| Bersani 8’ (aut.) Bazzell 40’, 67’ A. Artigiani 42’ Merciai 55’, 75’ | Marcatori | 15’ Bonardi |

| Arbitro: | Turbiani (Ferrara) |

|                                                                    |           |  |
| B. Frisoni 21’ Giuliani 50’ Bissolotti 56’ Gerardini 86’ Rizzi 89’ | Marcatori |  |

| Torino 8 marzo 1925 17ª giornata | Torino         | 0 – 0 | Brescia | Campo Stradale Stupinigi\| Arbitro: \| Vagge (Genova) \| |
| Arbitro:                         | Vagge (Genova) |       |         |                                                          |

| Arbitro: | Guarnieri (Milano) |

|                |           |  |
| Bissolotti 47’ | Marcatori |  |

| Arbitro: | Salvagno (Venezia) |

|  |           |            |
|  | Marcatori | 30’ Mattea |

| Arbitro: | Girelli (Verona) |

|                         |           |             |
| Baviera 22’ Powolny 81’ | Marcatori | 9’ Giuliani |

| Arbitro: | Vagge (Genova) |

|                                                  |           |             |
| Gerardini 24’ B. Frisoni 26’ Bissolotti 28’, 35’ | Marcatori | 20’ Vezzani |

| Arbitro: | G. Crivelli (Milano) |

|                              |           |  |
| E. Chiecchi 33’ Levratto 59’ | Marcatori |  |

## Statistiche

### Statistiche dei giocatori
| Giocatore      | Prima Divisione | Prima Divisione |
| Giocatore      | Presenze        | Reti            |
| -------------- | --------------- | --------------- |
| G. Acerboni    | 1               | 0               |
| G. Bellardi    | 20              | 0               |
| C. Bersani     | 21              | 1               |
| P. Bissolotti  | 19              | 5               |
| E. Bonardi     | 17              | 1               |
| G. Bozzoni     | 16              | -27             |
| Cavagnini      | 15              | 0               |
| Compagnoni     | 4               | 0               |
| B. Frisoni (I) | 16              | 7               |
| G. Gerardini   | 5               | 3               |
| L.G. Giuliani  | 21              | 6               |
| I. Horwart     | 7               | 0               |
| Orban          | 14              | 0               |
| A. Pasolini    | 14              | 0               |
| B. Pederzoli   | 3               | 0               |
| Radice         | 1               | 0               |
| A. Ratti (II)  | 7               | 0               |
| C. Ratti       | 3               | 0               |
| V. Rizzi       | 21              | 4               |
| G. Tommasini   | 8               | 0               |
| A. Torresani   | 3               | 0               |
| G. Trivellini  | 6               | -7              |